# Hälsingland

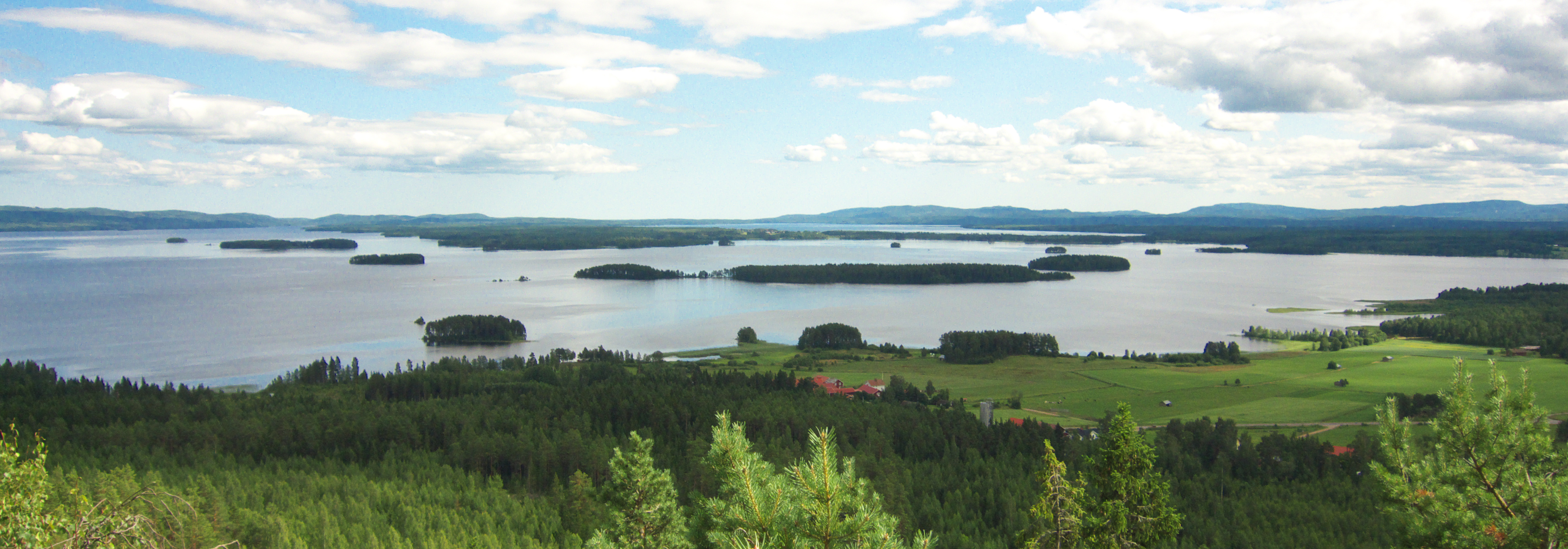
Norra Dellen (2012)

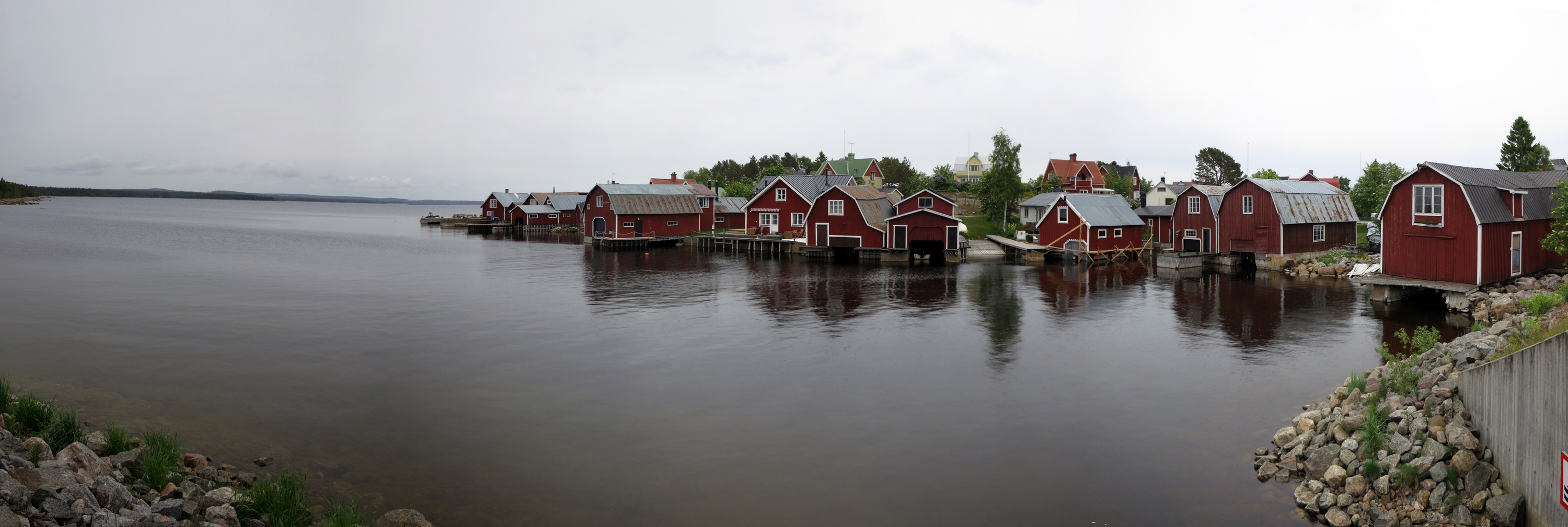
Rönnskär (2012)

Hälsingland ist eine schwedische historische Provinz (schwedisch landskap) im Südosten des Landesteiles Norrland. Sie gehört gemeinsam mit der Landschaft Gästrikland zum Verwaltungsbezirk Gävleborgs län.
Prinzessin Madeleine von Schweden führt den Titel „Herzogin von Hälsingland und Gästrikland“, ein reiner Ehrentitel ohne Befugnisse.

## Landschaftssymbole
- Pflanze: Gemeiner Lein oder Flachs (lat. Linum usitatissimum)
- Tier: Luchs (Lynx lynx)
- Vogel: Habichtskauz (Strix uralensis)
- Fisch: Aland oder Nerfling (Leuciscus idus)

## Geographie
Die Landschaft besteht zu großen Teilen aus steinig-bergigem Gelände, das zur Küste hin leicht abfällt. Das Terrain ist zwischen 530 und 600 Meter hoch und zu 85 % bewaldet. Die holzverarbeitende Industrie spielt daher bis heute eine wichtige Rolle.

## Geschichte
Die erste gesicherte Erwähnung der Bewohner Hälsinglands stammt aus dem Jahr 1070 von Adam von Bremen, der die Flotte erwähnt.
Im Mittelalter wurden die Bewohner der gesamten Küstenregion nördlich von Uppland als „Hälsings“ bezeichnet. Die erste provinzielle Grenzziehung zwischen Uppland und Hälsingland legte den Ödmården Wald als Grenze fest.
Die ältesten Städte Hälsinglands sind Hudiksvall (1582) und Söderhamn (1620). Dies waren für dreihundert Jahre die einzigen Städte der Landschaft, bis 1942 Bollnäs zur Stadt erhoben wurde.
1721 wurde Hudiksvall von russischen Truppen verwüstet.

## Wappen
Das Wappen wurde 1560 in der Amtszeit König Gustav Wasas offiziell verliehen. Es zeigt einen stilisierten Ziegenbock.

## Volksarchitektur
Hälsingland ist für seine Bauernhöfe, die sogenannten Hälsingehöfe (Hälsingegårdar), bekannt. Zwei oder sogar drei Stockwerke hoch, wurden sie als Zeugnis für Reichtum und Unabhängigkeit gebaut. Mit viel Erfindungsgabe gelang es bei der Ausschmückung des Inneren, die aristokratische Gestaltung mit traditionellen Materialien und Techniken zu kombinieren. Sieben von ihnen wurden im Juli 2012 als schwedisches Kulturdenkmal in die Liste des Weltkulturerbes der UNESCO aufgenommen.